# Agárdi Lajos
Agárdi Lajos (Hajdúszoboszló, 1977. szeptember 5. –) magyar festő és tanár.

## Élete
1977-ben született. A rajzolás, festészet egészen kicsi gyermekkora óta része volt az életének. Mindent lerajzolt, amit látott és hamar érdekelni kezdte a fényképezés is, ahol pályázatokon is sikereket ért el.
Az érettségi után a Nyíregyházi Főiskolára jelentkezett rajz-hittanár szakra, ahol 2001-ben végzett. A nagyhegyesi általános iskolában tanított 17 évig, mint rajz tanár, mellette különböző kiállításokon vett részt és szakmailag folyamatosan fejlesztette magát. Hétköznapjait a tanítás és a festészet tette ki. 

## Festészeti technikái, hitvallása
Az alkotás során különféle anyagokat használ, melyeket más-más helyzetbe hoz, kémiai és fizikai reakciókba léptet. Nem egyfajta kényszert követ el az anyagon, hanem igyekszik kibontani a benne megbújó lehetőségeket. Folyamatos interakció ez az anyaggal, Karácsony Sándoros értelemben vett mellérendelő viszony, mely érezhető minden alkotásán. 
Szeret úgy fogalmazni, hogy „tájképi utalásokat” fest. Vagyis tájat nem, csak „képet”. Igazából egy felfedezés, minden alkotása. A néző emlékképei, lelkiállapota, érzései alapján valós, külső vagy belső, és időről időre változó „tájat” hív elő a közönség lelkéből. A képek többsége nonfiguratív, de mégsem embertelenek, hiszen maga a néző az, aki „belakhatja” a képet.
Rendszeres kiállító és a Kadarcsi művésztelep alapítója.
Középiskolás kora óta többször volt tagja a Nyíregyházi Főiskola, és a  Palotai Erzsébet által vezetett művésztelepeknek, és 2008-tól meghívást nyert a hajdúszoboszlói Hungarospa Zrt. alkotótelepre.Nagy hatással volt rá, többek között Bodó Károly, Lukács Gábor és Palotai Erzsébet festőművészek.
A Rajz-tanszéken, a festészetet, Barczi Páltól és Bodó Károlytól tanulta. 1993 óta, számos alkalommal vett részt csoportos kiállításokon, és a Hajdú-Bihar Megyei Őszi Tárlatra is gyakran kerültek ki munkái / 1995, 1999, 2004, 2005. 2008/Számos munkája megtalálható magán és közgyűjteményekben, Zsákán, Nagyhegyesen, Balmazújvároson, Debrecenben, Dicsőszentmártonban, Kolozsváron és Hajdúszoboszlón.

## Egyéni kiállítások
- Veres Péter Általános Iskola Nagyhegyes, 2006
- HÍD Kávézó, Debrecen, 2007
- Konzervatórium, Debrecen, 2007
- Kis-Küküllő Galéria, Dicsőszentmárton, 2007
- Kálmáncsehi Galéria, Debrecen, 2008
- M.M. Pódium és Várgaléria, Nagyvárad, 2010
- Rickl-kúria, Nagyhegyes, 2011
- Nádudvari Református Egyházközség Idősek Otthona, Nádudvar, 2013
- Thököly Imre Két Tanítási Nyelvű Általános Iskola, Hajdúszoboszló, 2014
- Rickl-kúria, Nagyhegyes, 2015
- Kossuth Lajos Művelődési Ház és Könyvtár, Nagyrábé, 2015

- Nádudvari Református Egyházközség Idősek Otthona, Nádudvar 2017

- Little Charles Kávéház, Hajdúszoboszló, 2018
- Both-Dega Imbisz Étterem, Debrecen 2018

## Csoportos kiállítások
- Kovács Máté Városi Művelődési Központ Felnőtt Képzőművészeti Körének kiállításai 1993 - 2001
- Nemzetközi Amatőr Képzőművészeti és Országos Népi Szoborfaragó Tábor Kiállításai 1993 - 1995
- Hajdú-Bihar megyei középiskolások Tavaszi Diáktárlata, Debrecen Brassai Galéria 1996 -1997
- Megyei Amatőr Festészeti Kiállítás, Téglás 1994 – 2004 /2001, 2002 Nívódíj/
- A Nyíregyházi Főiskola Rajz Tanszéke Hallgatóinak kiállítása, Nyíregyháza 1999 - 2001
- Hajdú-Bihar Megyei Őszi Tárlat, Debrecen 1999 – 2008 /2008 Nívódíj (Debrecen város díja)/
- II. Szoboszlói Tárlat 2007
- „FRISS” képzőművészeti kiállítás, Hajdúszoboszló 2007 / I. díj /
- Szoboszló ami összeköt, Hajdúszoboszló 2008
- Városok találkozója /Hajdúszoboszlót közösen képviseljük Makláry Kálmánnal/ 2008 Budapest, MOM
- Amator Artium Országos Képző- és Iparművészeti Kiállítás Esszencia Tárlat, Budapest, 2009
- Hajdúszoboszlói művészek kiállítása, Reményik Sándor Galéria, Kolozsvár 2009
- Sárréti Alkotótábor kiállításai /Kaba, 2009, 2010, 2011, 2012, Püspökladány 2010/
- KAKSZ csoport kiállítása (Közös kiállítás Kátay Gyulával, Kohári Tiborral és Szathmári Lajossal) / Méliusz Juhász Péter Megyei Könyvtár és Művelődési Központ, Debrecen 2012/
- Szoboszlói Alkotók Csoportjának kiállítása Hotel Béke, Hajdúszoboszló 2012
- Szoboszlói Alkotók Csoportjának kiállítása Körösrév, Románia, 2013
- Szoboszlói Alkotók Csoportjának kiállítása Bocskai István Múzeum, Hajdúszoboszló, 2013
- Szoboszlói Alkotók Csoportjának kiállítása Hajdúk Vidékfejlesztési Egyesület Irodája. Hajdúszoboszló, 2014
- Szoboszlói Alkotók Csoportjának kiállítása Bocskai Rendezvényközpont Hajdúszoboszló, 2014
- Szoboszlói Alkotók Csoportjának kiállítása Kossuth Lajos Művelődési Ház és Könyvtár, Nagyrábé, 2015
- Első Kadarcsi Művésztelep kiállítása, Kadarcsi Csárda, Nagyhegyes 2016
- Első Kadarcsi Művésztelep kiállítása, Rendezvényház, Nagyhegyes 2016
- Határokat átívelő II. Kadarcsi Művésztelep kiállítása, Nagyhegyes 2017
- Szoboszlói Alkotók Csoportjának kiállítása Forrás panzió, Hajdúszoboszló, 2018

## Díjak
- 2001, Nívódíj, Megyei Amatőr Festészeti Kiállítás, Téglás Nívódíj
- 2002, Nívódíj, Megyei Amatőr Festészeti Kiállítás, Téglás
- 2007, I. díj „FRISS” képzőművészeti kiállítás, Hajdúszoboszló
- 2008 Nívódíj (Debrecen város díja), Hajdú-Bihar Megyei Őszi Tárlat, Debrecen
- 2011 II. díj Változatos Megyéink az Európai Unióban pályázat

## Érdekesség
Balkezesnek született, de gyerekkorában próbálták átszoktatni jobbkezesnek. Ennek következtében képes mindkét kezével tökéletesen írni és festeni is, továbbá maximálisan elsajátította a tükörírást.